# جایلز الکساندر اسمیت
جایلز الکساندر اسمیت (انگلیسی: Giles Alexander Smith; ۲۹ سپتامبر ۱۸۲۹ – ۸ نوامبر ۱۸۷۶) فرد نظامی اهل ایالات متحده آمریکا بود.